# Alte Kirche (Leinefelde)

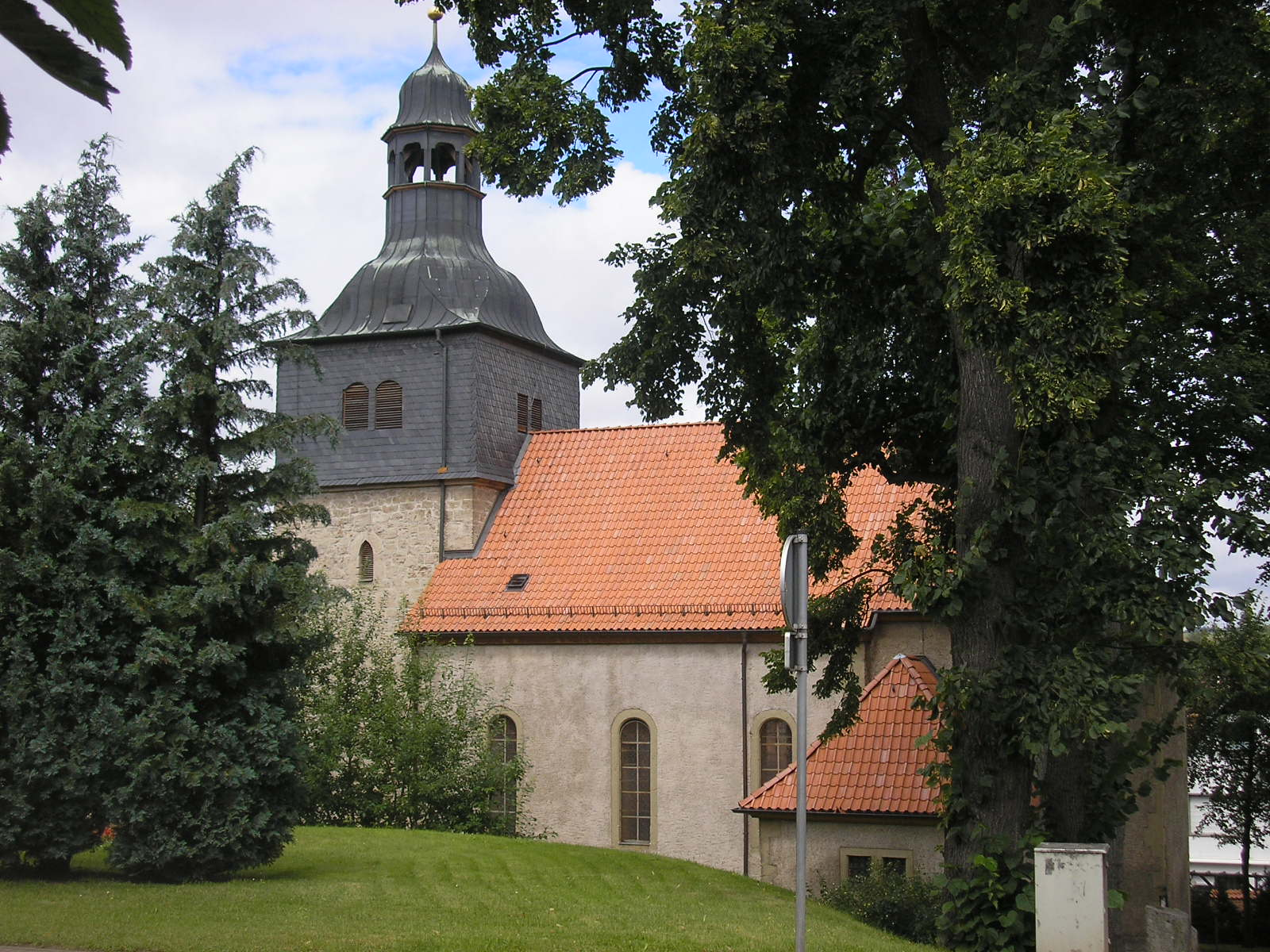
Alte Kirche, St. Maria Magdalena

Die römisch-katholische Filialkirche St. Maria Magdalena (Alte Kirche) steht in Leinefelde im thüringischen Landkreis Eichsfeld. Sie ist die Filialkirche der Pfarrei St. Maria Magdalena Leinefelde im Dekanat Leinefelde-Worbis des Bistums Erfurt. Sie trägt das Patrozinium der heiligen Maria Magdalena.

## Geschichte
Bereits um 1300 muss es in Leinefelde eine Kirche gegeben haben. Als die Grafen von Beichlingen das nahe Dorf Kirrode an das Kloster Reifenstein verkauften, zog der Pfarrer von Kirrode 1308 nach Leinefelde. Diese Kirche wurde in Gemeinderechnungen bis ins 17. Jahrhundert erwähnt. Da diese erste Kirche starke Schäden aufwies und die Bevölkerung angestiegen war, wurde in den Jahren 1729 bis 1733 wurde eine neue Kirche errichtet. Der Erfurter Weihbischof Christoph Ignatius von Gudenus weihte sie noch im Jahre 1733 ein. Dabei wurde die ursprüngliche Kirche abgerissen, nur der alte Kirchturm blieb erhalten und bekam eine barocke Haube. Auch ein Taufstein aus der Zeit um 1500 stammt noch aus der ersten Kirche. Ab Mitte des 19. Jahrhunderts wurde diese Kirche mit zunehmender Einwohnerzahl und Kirchenbesucher bereits wieder zu klein.
Den Namen „Alte Kirche“ bekam sie erst mit dem Bau der neuen Kirche Ende des 19. Jahrhunderts auf der gegenüber liegenden Straßenseite.
In den Jahren 1977, 1982 und 1995 wurde die Kirche saniert und 2002 neu ausgemalt.

## Ausstattung
In dem Gotteshaus befindet sich der 1737 bis 1738 von Josef Emil Martin aus Duderstadt geschaffene barocke Hochaltar. Auch der Nebenaltar und die Kanzel stammen aus dem 18. Jahrhundert.
Ein besonderes Ausstattungsstück ist die zu Anfang des 18. Jahrhunderts geschaffene Doppelmadonna. Sie stellt auf der einen Seite Maria mit Kind und auf der anderen Seite entweder Maria als Immaculata oder Maria Magdalena dar. Es wird vermutet, dass die Doppelmadonna aus dem 1803 aufgehobenen Benediktinerkloster Gerode stammt.

## Orgel
Die Orgel wurde 1995 von Karl Brode aus Heiligenstadt gebaut. Das Gehäuse wurde im Barockstil ausgeführt. Sie hat Schleifladen mit 10 Registern, verteilt auf ein Manual und Pedal. Register- und Tontraktur sind mechanisch. Die Disposition lautet wie folgt:
| I Manual C–g3 |       |
| Holzgedackt   | 8′    |
| Prinzipal     | 4′    |
| Rohrflöte     | 4′    |
| Quinte        | 2 ⁄3′ |
| Gemshorn      | 2′    |
| Scharff III   | 1'    |
| Krummhorn     | 8'    |

| Pedal C–f1 |     |
| Subbaß     | 16′ |
| Pommer     | 8′  |
| Spillflöte | 4′  |

- Koppel: I/P

Anmerkungen
1. 1 2 3  Bass-/Diskantteilung zwischen a und b